# Chuu (canção)
"Chuu" (também conhecido como "Yves & Chuu") é o décimo single do projeto pre-debut do girl group sul-coreano LOOΠΔ. Foi lançado digital e fisicamente em 28 de dezembro de 2017 pela Blockberry Creative e distribuída pela Vlending Corporation. Ele apresenta a integrante Chuu e contém duas faixas: o solo de Chuu, intitulado "Heart Attack", e um dueto dela com Yves, chamado "Girl's Talk".

## Lançamento e promoções
Em 14 de dezembro, Chuu foi revelada como sendo a nova integrante do grupo.
O teaser do seu videoclipe foi lançado dia 24 de dezembro, e o álbum foi lançado juntamente com o vídeo no dia 28 de dezembro.

## Videoclipe
Durante o vídeo, Chuu tenta ser notada por Yves, a quem admira bastante e tenta imitar. Ele possui referências a figuras históricas e fictícias, como quadros do artista René Magritte, o conto A Pequena Vendedora de Fósforos por Hans Christian Andersen e a obra literária de John Appleby, Aphrodite Means Death.
O videoclipe resultou em controvérsias, levando fãs a discutirem sobre as intenções do vídeo e o que ele realmente retratava; porque de certa forma, Chuu parecia possuir interesse amoroso em Yves. No entanto, artigos em grandes sites como o da Billboard acabaram o celebrarando como um avanço na indústria sul-coreana; já que o país ainda considera a homossexualidade um estigma.

## Lista de faixas
| N.º            | Título                             | Letras                         | Música                         | Arranjo           | Duração |  |
| 1.             | "Heart Attack Solo de Chuu"        | Park Jin Yeon (MonoTree)       | Ollipop, Hayley Aitken         | MonoTree          | 3:14    |  |
| 2.             | "Girl's Talk Dueto de Yves e Chuu" | G-High, Song Go Eun (Monotree) | G-High, Song Go Eun (Monotree) | G-High (MonoTree) | 3:17    |  |
| Duração total: | Duração total:                     | Duração total:                 | Duração total:                 | Duração total:    | 6:31    |  |

## Desempenho nas paradas
| Parada                   | Posição | Vendas        |
| ------------------------ | ------- | ------------- |
| Gaon Weekly Album Chart  | 11      | - KOR: 2,294+ |
| Gaon Monthly Album Chart | 55      | - KOR: 2,294+ |